# Alobaldia
Alobaldia — рід цикадок із ряду клопів.

## Опис
Цикадки розміром 3—4 мм. Помірно стрункі, з закруглено-тупокутним тіменем, що виступає вперед. Вони зеленувато-бурі з жовтим. 1 вид.
- Alobaldia tobae Mats. — Далекий Схід, Японія, Корея, Китай.